# Saizy
Saizy ist eine französische Gemeinde mit 187 Einwohnern (Stand 1. Januar 2022) im Département Nièvre in der Region Bourgogne-Franche-Comté (vor 2016 Bourgogne). Sie gehört zum Arrondissement Clamecy und zum Kanton Clamecy (bis 2015 Tannay).

## Geographie
Saizy liegt etwa fünfzig Kilometer südsüdöstlich von Auxerre. Nachbargemeinden von Saizy sind Nuars im Norden und Nordosten, Neuffontaines im Osten und Südosten, Ruages im Süden, Monceaux-le-Comte im Südwesten sowie Vignol im Westen.

## Bevölkerungsentwicklung
| Jahr                       | 1962 | 1968 | 1975 | 1982 | 1990 | 1999 | 2006 | 2011 | 2016 |
| Einwohner                  | 181  | 173  | 137  | 132  | 154  | 133  | 196  | 208  | 192  |
| Quellen: Cassini und INSEE |      |      |      |      |      |      |      |      |      |

## Sehenswürdigkeiten
- Kirche Saint-Denys aus dem 13. Jahrhundert, Monument historique seit 1926
- Kloster Notre-Dame-de-Réconfort, 1235 gegründet, 1791 aufgelöst
- Pfarrhaus von 1718

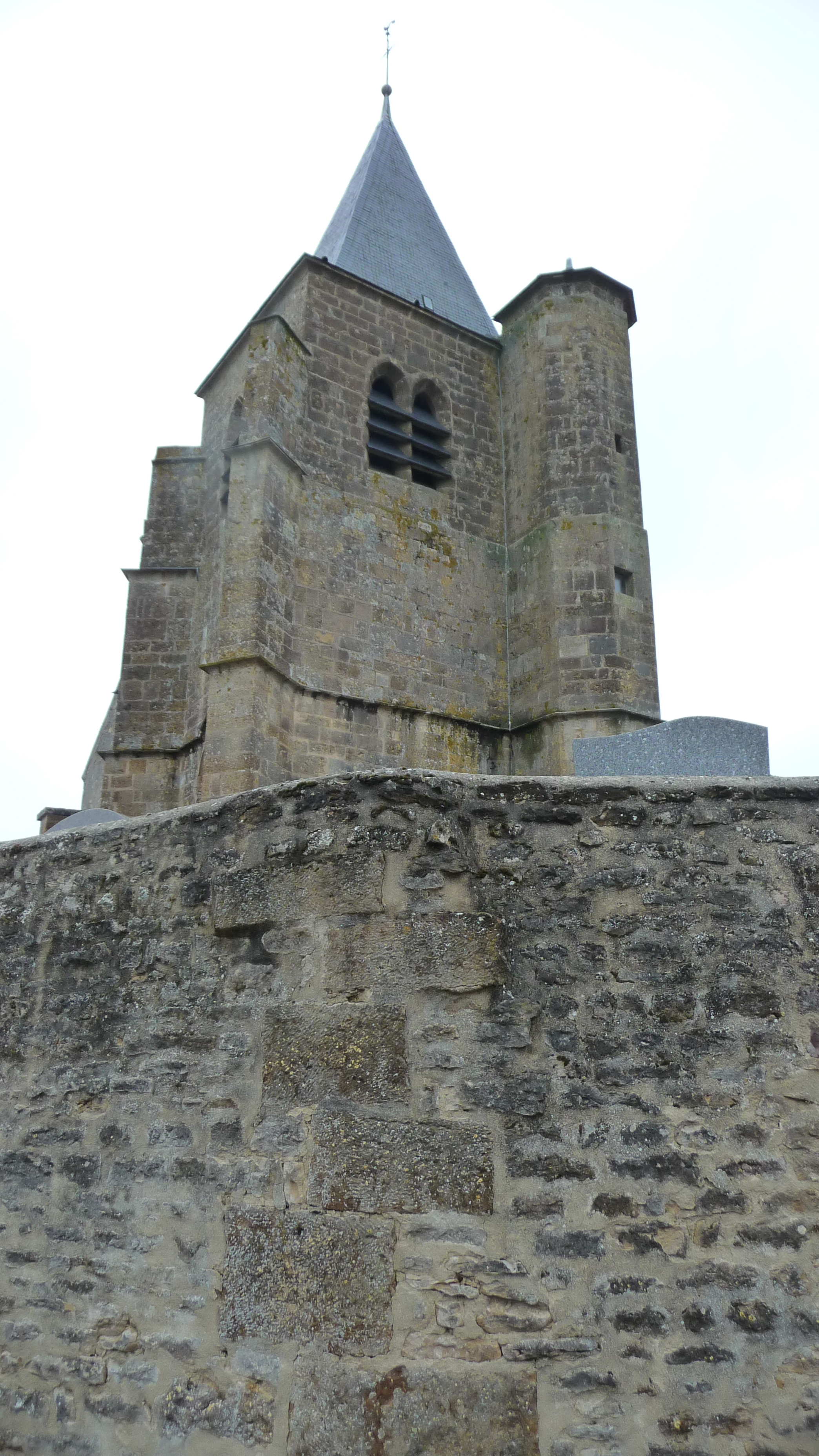
Kirche Saint-Denys
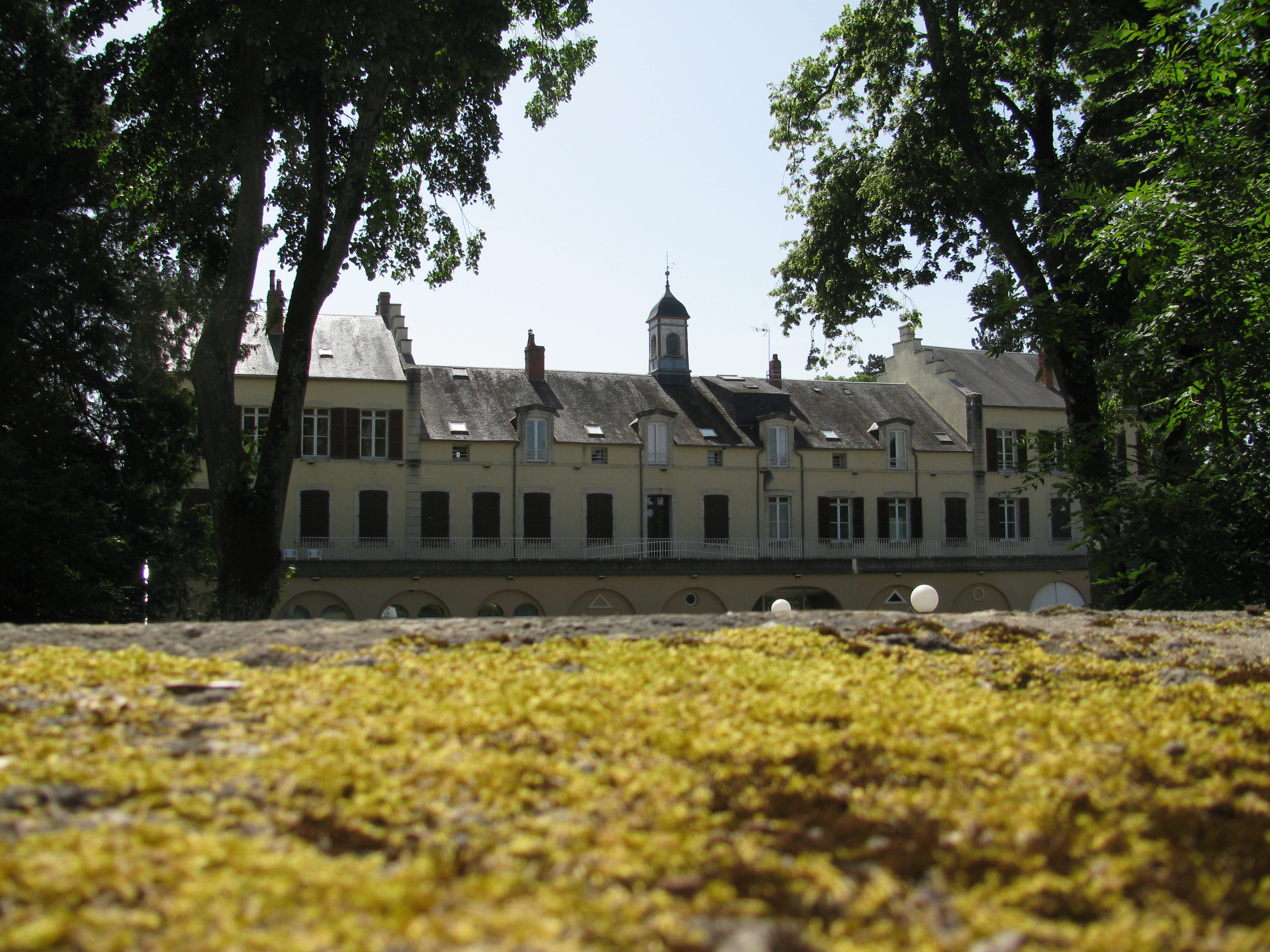
Kloster Notre-Dame-de-Réconfort